# Pueblo tseltal
Los tzeltales o tseltales son el grupo étnico más grande ubicado en una región montañosa localizada en Chiapas y algunas partes del sur de Tabasco (específicamente en la subregión de Los Ríos), México. Son uno de los muchos grupos étnicos que descienden de los mayas, conservando una lengua que pertenece a la rama este del grupo lingüístico de esta misma cultura. La mayoría de la etnia tzeltal vive en comunidades dentro de veinte municipios distintos. La religión tzeltal es un sincretismo de las creencias tanto cristianas como nativas y aún se practica la medicina tradicional y el chamanismo. La mayoría vive de la agricultura y de vender artesanías, generalmente textiles; no obstante, muchos trabajan por un salario para enfrentar las necesidades familiares.

## Origen e historia de los tzeltales
Los tzeltzales son descendientes de los antiguos mayas, quienes fueron una de las más tempranas y extensas culturas de Mesoamérica. Este grupo dejó a su paso un gran número de sitios arqueológicos como Tikal y Palenque. Además, el conjunto lingüístico maya es uno de los más grandes dentro de las lenguas americanas, dividiéndose en huasteco, yucateco, maya occidental y oriental. La civilización maya llegó a su clímax en el periodo clásico respectivo de la cronología mesoamericana. Sin embargo, del 900 al 1200 d. C. cayó en una etapa de decadencia; ya para el siglo XV casi todas las ciudades se encontraban abandonadas y actualmente todavía no se conocen los motivos del colapso de la civilización maya. Desde este momento en adelante, las personas que hablaban lenguas mayas se agruparon formando culturas diversas pero con lenguas vinculados entre sí. Los españoles conquistaron el territorio maya a mediados del siglo XVI, incluyendo lo que actualmente es el estado de Chiapas, México. Fundaron la ciudad de San Cristóbal de Las Casas, la cual estaba al borde del territorio tzeltal y sometieron a los indígenas al sistema de encomienda, obligándolos a pagar tributo. Desde los periodos colonial y post-colonial hasta la Revolución mexicana, este y otros grupos indígenas fueron forzados a trabajar en minas, molinos y haciendas del Estado a cambio de un sueldo deficiente. Incluso durante el siglo XX la marginación cultural y económica permaneció constante. Esta culminó con el movimiento zapatista de 1994, donde participaron los tzeltales y otras etnias.
A mediados del siglo XX, la población del estado y de la zona montañosa creció de manera significativa, por lo que los recursos locales ya no fueron suficientes para el abasto de todos. Entonces en 1930, muchos tzeltales junto con otros indígenas y mestizos migraron de la zona montañosa hacia la Selva Lacandona. Estos inmigrantes llegaron a la jungla para desmontar el bosque y poder cultivar y criar ganado. Actualmente hay grupos tzeltales en las regiones planas conviviendo con otros grupos indígenas. Este proceso de colonizar la jungla en búsqueda de crear establecimientos para los grupos indígenas de Chiapas continuó con el apoyo de los zapatistas.

## Lengua tzeltal
El grupo lingüístico maya occidental es predominante en Chiapas, cuyas variaciones más comunes son el tzeltal y el tzotzil. Ambas lenguas son parte de la subdivisión del tzeltalan y están muy relacionadas entre sí, se estima que se comenzaron a separar alrededor del año 1200 d.C. Las dos lenguas también están relacionados con otras lenguas mayas occidentales del estado, tales como el chontal, chol, tojolabal, chuj, qanjobal, acateco, jacalteco y motozintleco. La lengua tzeltal se concentra en veinte de los 124 municipios de Chiapas, con dos dialectos principales: el Oxchuc de las montañas y el Bachajonteco de las planicies, y en uno de los 17 municipios de Tabasco: Tenosique. La mayoría de los niños son bilingües: hablan español y su lengua materna, pese a que muchos de sus abuelos son monolingües del tzeltal.

## Sistema social y religión

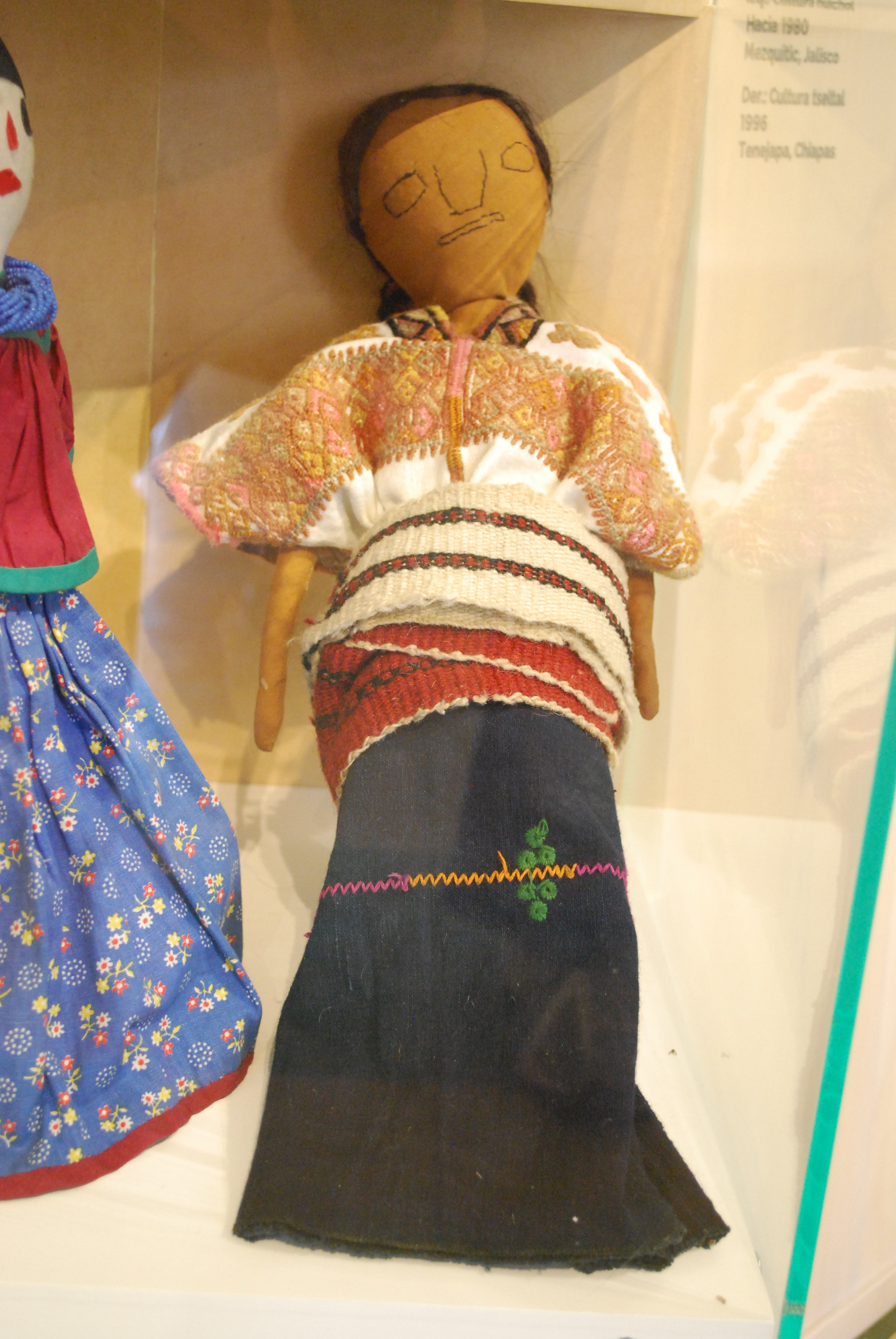
Muñeca de trapo de Tenejapa, Chiapas, en representación de la cultura tzeltal en el Centro de Desarrollo Indígena Artesanal de Santiago de Querétaro.

La región principal tzeltal está dividida en tres zonas: norte, centro y sur; con ciertas diferencias demográficas y culturales. Las mujeres se distinguen por el uso de una falda negra con un cinturón de lana y una blusa de algodón adornada con flores. Su cabello es atado con listones y cubierto con una tela. La mayoría de los hombres no suelen utilizar un atuendo típico. Una distinción cultural más importante es la pequeña comunidad, pues cada una es una distinta unidad social y cultural con su propio territorio, dialecto, vestimenta y basados en un sistema de parentesco. Esta lealtad intracomunitaria sobrepasa aquella a nivel étnico. Estas comunidades se basan en una villa o pueblo principal en donde hay varias comunidades más pequeñas y dependientes. La sede es el centro político, religioso y comercial de la comunidad completa. Esta se encuentra dividida en dos o más barrios o calpuls con sus propias autoridades locales y a veces con su propio santo patrono. Las comunidades más conservadoras mantienen la herencia de tierra a través de líneas patriarcales y un complejo sistema de parentesco. Los sistemas menos tradicionales tienden a alinearse con las prácticas ladinas. Aunque existen familias extensas, la familia nuclear es la que impone la norma.
La religión tzeltal es un sincretismo de elementos autóctonos y católicos. Muchos festivales y ceremonias se asocian con los días dedicados a los santos, organizados por mecenas denominados mayordomos y sus respectivos asistentes llamados alféreces. Los mayordomos encargados de las ceremonias son también líderes en otros asuntos seculares. Estos rituales corresponden a un ciclo anual. El chamanismo y las prácticas mágicas aún prevalecen. La cosmología tzeltal está basada en el concepto de la interacción entre el cuerpo, la mente y el espíritu; y como estos interactúan con la comunidad, el mundo y lo supernatural. Esto tiene una fundamental implicación en la medicina tradicional en la cultura tzeltal, la cual es importante por ser la primera fuente de tratamiento para la mayoría de los tzeltales y debido a la falta de facilidades médicas modernas, generalmente la única fuente. Esta cosmología atribuye a elementos religiosos y mágicos las causas de la enfermedad y la salud. La enfermedad puede ser atribuida al rompimiento de reglas sociales y es entonces una sanción impuesta por los dioses o santos. También puede ser imputada a la brujería realizada por alguien que busca causar algún tipo de daño. Para contrarrestar las enfermedades existen rituales muy variados para cada ocasión. Estos padecimientos son considerados como carencias de armonía en la persona o de la persona con relación al mundo o lo supernatural, por lo que la sanación se enfoca en restaurar este equilibrio.

## Economía
La agricultura es la actividad económica básica de los tzeltales. Los cultivos mesoamericanos tradicionales como el maíz, frijoles, calabacín y chile son los más importantes; pero otras variedades de cultivos tales como el trigo, camote, yuca, algodón, algunas frutas, otros vegetales y café también son cultivados. Entre los animales domésticos que se crían se encuentran: cerdos, burros, ganado y aves de corral. Aquellos tzeltales que viven en villas más grandes tienden a especializarse en la producción de ganado, donde los excedentes son comercializados en el sistema del mercado regional. Este sistema está relacionado con el amplio sistema económico mexicano. Las artesanías consisten mayormente en textiles tejidos y decorados con tradicionales diseños mayas. Para las mujeres el artículo de uso común es el huipil; las blusas, manteles y servilletas son utilizados en la casa o vendidos. Los mejores textiles provienen de Tenejapa, Pantelhó, Larráinzar y Chenalhó. No obstante para muchos tzeltales el ingreso de estos productos agrícolas y artesanales no es suficiente para mantener a sus familias, por lo que también tienen trabajos asalariados.